# Robert Jaffe
Robert Loren Jaffe (né le 23 mai 1946) est un physicien américain. Professeur de physique au Massachusetts Institute of Technology (MIT), il a dirigé un temps le MIT Center for Theoretical Physics (en).
Membre de la Société américaine de physique et de l'Association américaine pour l'avancement des sciences, il a obtenu de nombreuses distinctions, dont le Science Council Prize for Excellence in Teaching Undergraduates (1983), le Graduate Student Council Teaching Award (1988) et le Buechner Teaching Prize (1997).

## Biographie
Jaffe naît à Bath (Maine), aux États-Unis, en 1946. Il fait des études à Stamford (Connecticut), puis à l'université de Princeton, où il obtient un A.B. en physique, summa cum laude. Il étudie ensuite à l'université Stanford, où il obtient une M.S. (1971) et un Ph.D. (1972).
En 1972, Jaffe intègre le MIT comme chercheur postdoctoral au Center for Theoretical Physics. Il devient membre permanent de la faculté en 1974.
Jaffe fait une année sabatique au Centre de l'accélérateur linéaire de Stanford (1976), à l'Université d'Oxford et à l'Organisation européenne pour la recherche nucléaire (1978–79), à l'Université de Boston (1986–87) et à l'Université Harvard (1996–97).
De février 1998 à juillet 2005, Jaffe est directeur du Center for Theoretical Physics du MIT.